# Tomáš Petrášek
Tomáš Petrášek (Rychnov nad Kněžnou, República Checa, 2 de marzo de 1992) es un futbolista checo que juega de defensa en el F. C. Hradec Králové de la Liga de Fútbol de la República Checa.

## Selección nacional
Hizo su debut con la selección de fútbol de República Checa el 7 de octubre de 2020 en un partido amistoso contra Chipre que finalizó con un resultado de 1-2 a favor del combinado checo tras el gol de Loizos Loizou para Chipre, y los goles de Tomáš Holeš y Vladimír Darida para República Checa.

## Clubes
| Club                           | País            | Año       | Partidos | Goles |
| ------------------------------ | --------------- | --------- | -------- | ----- |
| F. C. Hradec Králové           | República Checa | 2012      | 0        | 0     |
| SK Hlavice (cedido)            | República Checa | 2012      | 11       | 0     |
| SK Roudnice nad Labem (cedido) | República Checa | 2013-2014 | 1        | 0     |
| FK Kolín (cedido)              | República Checa | 2014      | 14       | 1     |
| Flota Świnoujście              | Polonia         | 2015      | 0        | 0     |
| SK Převýšov                    | República Checa | 2015      | 7        | 1     |
| F. K. Slavoj Vyšehrad          | República Checa | 2015-2016 | 16       | 0     |
| F. K. Viktoria Žižkov          | República Checa | 2016      | 18       | 5     |
| Raków Częstochowa              | Polonia         | 2016-2023 | 150      | 33    |
| Jeonbuk Hyundai Motors         | Corea del Sur   | 2023-2024 | 10       | 0     |
| F. C. Hradec Králové           | República Checa | 2024-     | 27       | 3     |

## Palmarés

### Campeonatos nacionales
| Título               | Club              | País    | Año  |
| -------------------- | ----------------- | ------- | ---- |
| II Liga de Polonia   | Raków Częstochowa | Polonia | 2017 |
| I Liga de Polonia    | Raków Częstochowa | Polonia | 2019 |
| Copa de Polonia      | Raków Częstochowa | Polonia | 2021 |
| Supercopa de Polonia | Raków Częstochowa | Polonia | 2021 |
| Copa de Polonia      | Raków Częstochowa | Polonia | 2022 |
| Supercopa de Polonia | Raków Częstochowa | Polonia | 2022 |
| Ekstraklasa          | Raków Częstochowa | Polonia | 2023 |